# Anunna

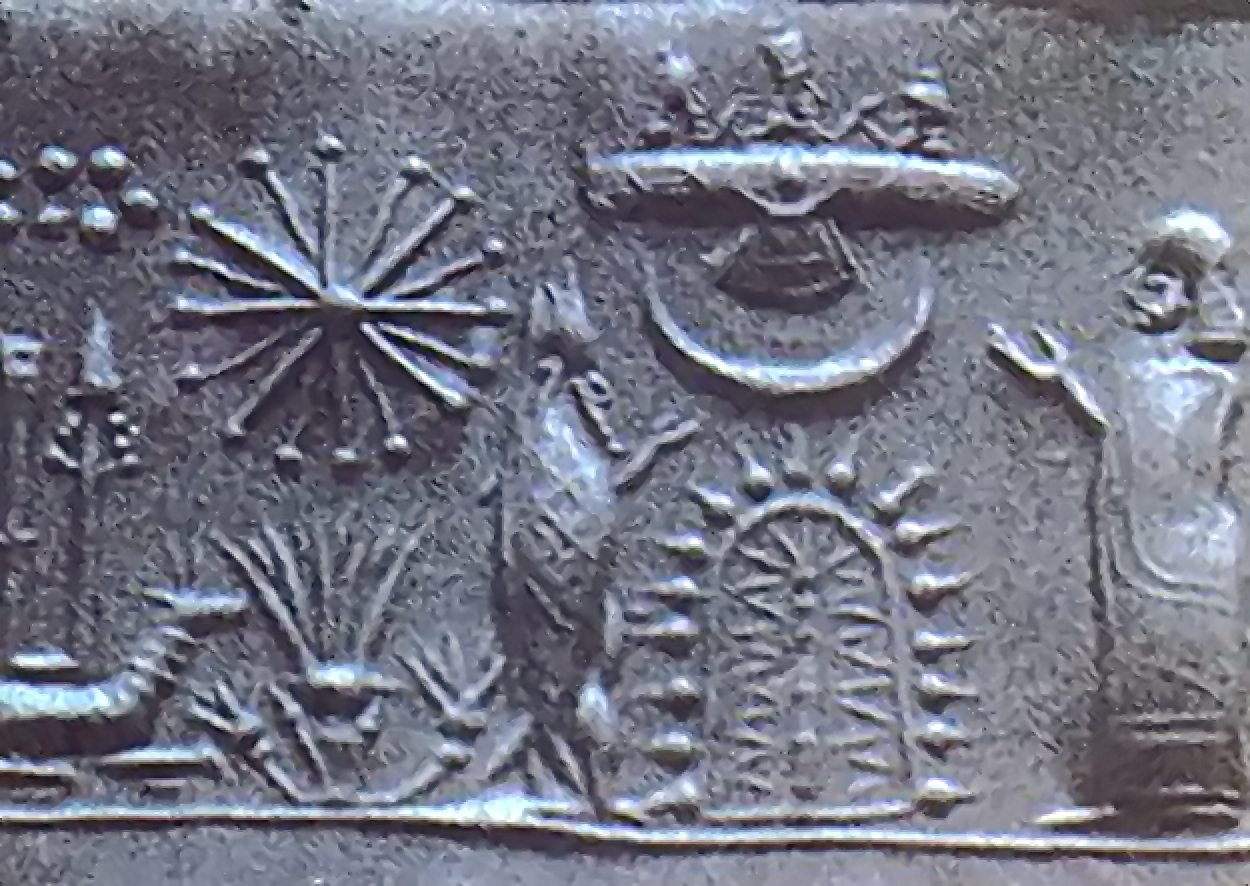
Starověký sumerský pečetní váleček zobrazující božstvo Anunnaki

Anunna je souhrnné jméno padesáti velkých bohů sumerské mytologie. Někteří z nich jsou spojováni se specifickými městy, jiní zase svou funkcí 'patronů' silně připomínají postavy svatých z ortodoxního křesťanství.
Jsou velmi blízcí (v některých případech se dokonce překrývají) s Anunnaki a Igigi (nižší božstva). V překladu ze sumerštiny Anunna znamená "od An-a" či "z An-a". Jméno se psalo v různých variacích: "dan-una", "da-nuna-ke-ne", or "da-nun-na", znamenajících vesměs asi "Ti, z královské krve". Hlavou nebeského sněmu (rady vyšších bohů) byl An, bůh nebes, ostatními členy byli jeho potomci. Jeho trůn zdědil Enlil, což vedlo k rozepři mezi 
Enlilem a jeho bratrem Enkim o právoplatnost převzetí vedení. Enkimu je připisováno stvoření lidstva.
Zde je několik z nich:
- Ašnan: bohyně obilí
- Enkimdu: bůh zemědělství (spravoval např. zavlažovací kanály)
- Enbilulu: bůh řek Eufrat a Tigris
- Ereškigal: bohyně podsvětí
- Iškur: bůh bouře, větru a deště
- Lahai: bůh ochránce skotu a domácích zvířat
- Našne: ochránkyně chudých, vdov a sirotků
- Nidaba; bohyně písma (ochraňovala hlavně záznamy v palácových archívech)